# Hladinovka čtyřoká
Hladinovka čtyřoká (Anableps anableps), dříve halančík čtyřoký, je ryba z čeledi hladinovkovitých. Oči má umístěné navrchu hlavy a vodorovně rozdělené do dvou částí, takže může zároveň pozorovat okolní prostředí nad i pod hladinou. Dorůstá do délky okolo 30 cm. Hladinovky jsou živorodé. Samci mají gonopodium. Páří se pouze na jedné straně, „levoruký“ samec se může spářit pouze s „pravorukou“ samicí. Pocházejí z nížin v oblasti od jižního Mexika po Brazílii. Žijí v sladkých nebo brakických vodách. Živí se hlavně drobným hmyzem na a nad hladinou.

## Vědecká synonyma
- Cobitis anableps Linnaeus, 1758
- Anableps anableps Meuschen, 1778
- Anableps tetrophthalmus Bloch, 1794
- Anableps surinamensis Lacepède, 1803
- Anableps gronovii Valenciennes, 1846
- Anableps lineatus Gronow, 1854